# Scirpophaga kumatai
Scirpophaga kumatai là một loài bướm đêm trong họ Crambidae.